# Sternaulopius edirneanus
Sternaulopius edirneanus är en stekelart som beskrevs av Fischer och Ahmet Beyarslan 2005. Sternaulopius edirneanus ingår i släktet Sternaulopius och familjen bracksteklar. Inga underarter finns listade i Catalogue of Life.